# Hurricane (együttes)
A Hurricane egy  szerb R&B-Pop együttes. Ők képviselték volna Szerbiát a 2020-as Eurovíziós Dalfesztiválon, Rotterdamban, az Hasta la vista című dalukkal, azonban a verseny törlése miatt csak egy évvel később képviselhették ténylegesen az országot a Loco Loco című dallal.

## Pályafutás
Az együttest 2017 novemberében alapította Zoran Milinković. Eleinte feldolgozásokkal kezdték, majd megjelentek a saját dalaik, nagy fölényben angolul. 2018 szeptemberében együttműködtek egy hollywoodi producerrel, Stephen Belafonteval. 
2020. január 9-én a szerb műsorsugárzó bejelentette, hogy a trió bekerült a következő szerb nemzeti döntőbe az Eurovíziós Dalfesztiválra, a Beovizijába. Dalukat február 6-án tették közzé. A válogatóműsor alatt a február 29-i elődöntőben léptek fel, ahol a zsűritől és a nézőktől is maximális pontot kaptak, így továbbjutottak a március 1-i döntőbe. Daluk másodikként hangzott el az adás során. A szavazáson a döntőben ismét maximális pontot kaptak a zsűritől és a nézőktől, így ők képviselhették volna Szerbiát a 2020-as Eurovíziós Dalfesztiválon. Március 18-án az Európai Műsorsugárzók Uniója bejelentette, hogy 2020-ban nem tudják megrendezni a versenyt a COVID–19-koronavírus-világjárvány miatt. A szerb műsorsugárzó jóvoltából az együttes lehetőséget kapott az ország képviseletére a következő évben egy új versenydallal. Versenydalukat, a Loco Loco-t 2021. március 5-én március 5-én mutatták be a dalfesztivál hivatalos YouTube-csatornáján. A dalfesztiválon az elődöntőből a nyolcadik helyezettként sikeresen továbbjutottak a május 22-i döntőbe, ahol szavazás során a zsűri szavazáson összesítésben huszonegyedik helyen végeztek 20 ponttal, míg a nézői szavazáson kilencedik helyen végeztek 82 ponttal, így összesítésben 102 ponttal a verseny tizenötödik helyezettjei lettek. 
2022. május 4-én bejelentették, hogy az együttes tagjai szóló előadóként folytatják karrierjüket, így mindhárman kilépnek az együttesből. A felbomlás után meghallgatásokat tartottak az új Hurricane tagjai kiválasztásához. Az eredeti együttes utolsó kiadott dala a Wow volt, míg a Jovana Radić, Miona Srećković és Sara Kouroumából létrejött új együttes első dala a Zauvek volt.
Az új felállású formáció Zumi zimi zami című dala bejutott a Pesma za Evroviziju 2023 szerb eurovíziós válogatóműsor elődöntőjébe.

## Tagok
- Jovana Radić (2022–) – vokál
- Miona Srećković (2022–) – vokál
- Sara Kourouma (2022–) – vokál

### Korábbi tagok
- Sanja Vučić (2017–2022) – vokál
- Ivana Nikolić (2017–2022) – vokál
- Ksenija Knežević (2017–2022) – vokál

## Diszkográfia

### Kislemezek
- Feel Right (2018)
- Personal (2018)
- Should've Listened (2018)
- Who To Love (2018)
- HURRICANE (2018)
- Pain In Your Eyes (2019)
- Liar (2019)
- Magic Night (2019)
- Favorito (2019)
- Avantura (2019)
- Brzi prsti (2019)
- Hasta la vista (2020)
- Guallame el pantalon (2020)
- Roll the Dice (2020)
- Folir'o (2020)
- Want Ya (2020)
- Lopove (2020)
- Čaje šukarije (2020)
- Loco Loco (2021)
- Do neba (2021)
- Legalan (2021)
- Koraci (2021)
- Ajde bre (2021)
- Set the World on Fire (2021)
- Gospodine… (2022)
- Wow (2022)
- Zauvek (2022)
- Poljupci u zoru (2022)
- Al capone (2022)

### Közreműködések
- Tuturutu (MC Stojan, 2020)
- Kontroverzne (Teodora, 2022)